# Chemistry - La chimica del sesso
Chemistry - La chimica del sesso (Chemistry) è una serie televisiva prodotta dal 2011 dalla rete via cavo americana Cinemax . 
Viene trasmessa dal 23 ottobre 2012 su Sky Uno.

## Trama
La serie segue la relazione sessuale tra l'agente di polizia Liz Campano e un avvocato aziendale Michael Strathmore, iniziata dopo che lei ha salvato l'uomo da un incidente stradale.

## Episodi
| Stagione       | Episodi | Prima TV USA | Prima TV Italia |
| -------------- | ------- | ------------ | --------------- |
| Stagione unica | 13      | 2011         | 2012            |